# 刘龙驹
刘龙驹（5世纪？—511年），北魏汾州（治蒲子城，今山西隰县）人，稽胡（步落稽、山胡）人。
魏宣武帝永平四年（511年）正月，刘龙驹聚众举兵反魏，攻打夏州（治岩绿，今陕西靖边县东北白城子）。四月，北魏朝廷派遣谏议大夫薛和率东秦、汾、华、夏四州兵讨伐，四月，刘龙驹兵败，被杀。北魏于是设置东夏州（治今陕西延安东）。